# Lamprosema cayugalis
Lamprosema cayugalis là một loài bướm đêm trong họ Crambidae.